# ZALA Lancet
A ZALA Lancet (oroszul: Ланцет, magyarul: lándzsa) egy pilóta nélküli repülőgép és cirkáló lőszer, melyet az orosz ZALA Aero Group (a Kalasnyikov konszern része) fejlesztett ki és a nyilvánosság előtt először a moszkvai ARMY-2019 katonai kiállításon mutatták be.

## Használata
Fő feladata: felderítő és csapásmérő repülések. A repülés kezdeti szakaszában GPS koordinátákkal vagy vizuálisan irányítható. A végső szakaszban manuálisan vezetik elektro-optikai irányítással és egy TV-irányító egységen keresztül. Ez lehetővé teszi a röppálya beállítását és a valós időben történő célhoz vezetést. A drón rendszerei navigációs és kommunikációs modulokat is tartalmaznak.

## Technikai paraméterei
Katapultvetővel indítható földi vagy tengeri platformokról. A törzs elején és hátulján két pár X-alakú szárny van felszerelve. Elektromos motor hajtja, amely egy kétlapátos légcsavart hajt meg a hátsó részen, toló motorként. Ára kb. 3 millió rubel (35 ezer dollár).
|                                  | Lancet-1 | Lancet-3 |
| A robbanófej súlya (kg)          | 1        | 3        |
| Max. repülési idő (perc)         | 30       | 40       |
| Max. felszállósúly (kg)          | 5        | 12       |
| Max. hatótáv (km)                | 40       | 40       |
| Max. sebesség (km/h)             | 80-110   | 80-110   |
| Max. becsapódási sebesség (km/h) | 300      | 300      |

## Bevetése
- 2020-tól a szíriai polgárháborúban alkalmazták az orosz különleges erők. Főképpen hajókból indították, és több tucat pontos támadást hajtottak végre velük. A szíriai alkalmazás elősegítette a drón harctéri tesztelését, és egyúttal az alkalmazási taktikák és szabályok kidolgozását annak harctéri használatára.
- 2022 júniusában megkezdték az ukrajnai alkalmazását. Páncélosok, tüzérségi rendszerek, radarok, légvédelmi rendszerek ellen hajtanak végre csapásokat.

## Továbbfejlesztése
2023 júliusában a ZALA Aero Group bemutatta a Product 53 (Изделие-53 vagy Z-53) nevű továbbfejlesztett változatot.
A drón indításáért egy vetőkonténer felel, így a rendszer képes csoportos indításra és csapásmérésre. A kezelőnek csak a műveleti terület meghatározásában van szerepük, onnantól kezdve a drón önállóan választja ki a célpontját. Képes azonosítani és rangsorolni a célpontokat: miközben alapvetően a páncélosokat és a tüzérséget keresi, a légvédelmi rendszerek és radarok kiemelt célpontokként szerepelnek a listáján. Ha egyszerre lát egy tankot és egy radart, akkor egy radart fog eltalálni. Az új típus már hálózatközpontú hadviselésre épül: ha az egyik drón felfedez egy csoportos célpontot, a többi drón is „tudomást szerez” róla. Minden drón többfajta lőszert hordoz magával, így miközben „felosztják” egymás között a célpontokat, kiválasztják az adott célnak legmegfelelőbb robbanófejet.

## Külső hivatkozások
- Az orosz AEROSCAN vállalat bemutatta az új Izdelije-53 (Z-53) nagy pontosságú drónt, YouTube, 2023. augusztus 14.
- How Lancet Drone Works, YouTube, 2023. augusztus 5.
- Rohamos ütemben pusztítja az ukrán páncélosokat az orosz sztárfegyver – Miért is olyan hatékony a Lancet?, Portfolio.hu, 2023. július 29.
- Zala Lancet-3: Russian Kamikaze Drones with 40 km Range, Targeting Enemy Threats with Unmatched Precision[halott link], BYA News, 2023. július 28.
- Новый российский дрон-камикадзе "Ланцет" (Изделие-53) (video), YAR Studio, 2023. július 20.
- Nem bírt el az orosz sztárfegyverrel az ukrán légvédelem: oda lett a fronton egy 9K35-ös, Portfolio.hu, 2023. július 19.
- Lerántották a leplet a félelmetes Lancet drón utódjáról – Ez lehet minden katona rémálma, Portfolio.hu, 2023. július 18.
- A Product 53 bemutató videója, 2023. július 17.
- Lecsapott az oroszok félelmetes Lancet UAV-je: ukrán Leopard 2-est ért találat, Portfolio.hu, 2023. június 22.
- A Kalasnyikov konszern egyik cége, a ZALA Aero Group drónok gyártásába kezdett, Védelmiipar blog, 2023. január 24.
- A Lancet-1 és Lancet-3 drónok összehasonlítása (angol), YouTube, 2022. november